# Бабчин Олександр Вікторович
Олександр Бабчин ( біл. Аляксандр Віктаравіч Бабчыннар. 14 жовтня 1986 , Бєлорєцк-16, Росія) — білоруський біатлоніст російського походження,  учасник чемпіонатів світу та етапів кубка світу з біатлону.  

## Виступи на чемпіонатах світу
| Рік  | Місце проведення | Інд | Спр | Пр | МС | Ест | ЗМ |
| 2012 | Рупольдинг       | 44  | 66  |    |    | 11  |    |

## Кар'єра в Кубку світу
- Дебют в кубку світу — 30 листопада 2011 року в індивідуальній гонці в Естерсунді — 73 місце.
- Перше попадання в залікову зону — 3 грудня 2011 року в спринті в Естерсунді — 37 місце.

## Загальний залік в Кубку світу
- 2011-2012 — 78-е місце (30 очок)

## Статистика стрільби
| № п/п | Сезон     | Загальна        | Індивідуальна гонка | Спринт        | Гонка переслідування | Мас-старт  | Естафета      |
| ----- | --------- | --------------- | ------------------- | ------------- | -------------------- | ---------- | ------------- |
| 1     | 2011-2012 | 78,8% (189/240) | 85,0% (34/40)       | 80,0% (72/90) | 76,7% (46/60)        | 0,0% (0/0) | 74,0% (37/50) |